# Burmeistera
Burmeistera är ett släkte av klockväxter. Burmeistera ingår i familjen klockväxter.

## Bildgalleri

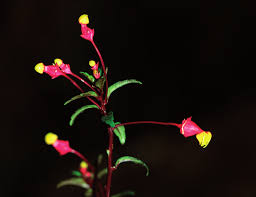

## Dottertaxa tillBurmeistera, i alfabetisk ordning[1]
- Burmeistera acuminata
- Burmeistera aeribacca
- Burmeistera almedae
- Burmeistera anderssonii
- Burmeistera arbusculifera
- Burmeistera asclepiadea
- Burmeistera aspera
- Burmeistera asplundii
- Burmeistera auriculata
- Burmeistera borjensis
- Burmeistera brachyandra
- Burmeistera breviflora
- Burmeistera brighamioides
- Burmeistera caldasensis
- Burmeistera carnosa
- Burmeistera ceratocarpa
- Burmeistera chiriquiensis
- Burmeistera chirripoensis
- Burmeistera coleoides
- Burmeistera connivens
- Burmeistera corei
- Burmeistera crassifolia
- Burmeistera crebra
- Burmeistera crispiloba
- Burmeistera curviandra
- Burmeistera cyclostigmata
- Burmeistera cylindrocarpa
- Burmeistera darienensis
- Burmeistera dendrophila
- Burmeistera dichlora
- Burmeistera domingensis
- Burmeistera dukei
- Burmeistera estrellana
- Burmeistera fimbriata
- Burmeistera formosa
- Burmeistera fruticosa
- Burmeistera fuscoapicata
- Burmeistera glabrata
- Burmeistera glauca
- Burmeistera globosa
- Burmeistera hammelii
- Burmeistera hippobromoides
- Burmeistera holm-nielsenii
- Burmeistera huacamayensis
- Burmeistera ibaguensis
- Burmeistera ignimontis
- Burmeistera intii
- Burmeistera kalbreyeri
- Burmeistera killipii
- Burmeistera kirkbridei
- Burmeistera knaphusii
- Burmeistera lacerata
- Burmeistera loejtnantii
- Burmeistera longifolia
- Burmeistera lutosa
- Burmeistera maculata
- Burmeistera marginata
- Burmeistera mcvaughii
- Burmeistera microphylla
- Burmeistera montipomum
- Burmeistera morii
- Burmeistera multiflora
- Burmeistera multipinnatisecta
- Burmeistera mutisiana
- Burmeistera nuda
- Burmeistera oblongifolia
- Burmeistera obtusifolia
- Burmeistera ondocarpa
- Burmeistera oyacachensis
- Burmeistera pallida
- Burmeistera panamensis
- Burmeistera parviflora
- Burmeistera pastoralis
- Burmeistera pennellii
- Burmeistera pinnatisecta
- Burmeistera pirrensis
- Burmeistera pomifera
- Burmeistera prunifolia
- Burmeistera pteridioides
- Burmeistera puberula
- Burmeistera racemiflora
- Burmeistera refracta
- Burmeistera resupinata
- Burmeistera rivina
- Burmeistera rostrata
- Burmeistera rubrosepala
- Burmeistera smaragdi
- Burmeistera sodiroana
- Burmeistera succulenta
- Burmeistera sylvicola
- Burmeistera tambensis
- Burmeistera tenuiflora
- Burmeistera tomentosula
- Burmeistera toroensis
- Burmeistera truncata
- Burmeistera utleyi
- Burmeistera variabilis
- Burmeistera venezuelensis
- Burmeistera virescens
- Burmeistera vulgaris
- Burmeistera xerampelina
- Burmeistera zurquiensis